# Историја Косова и Метохије
Историја Косова и Метохије у просторном и временском опсегу обухвата прошлост Косова и Метохије од најстаријих протоисторијских времена, до савременог доба. Према подели на историјске епохе, историја овог подручја, које обухвата две географске целине - област Косова и област Метохије, може се поделити на четири посебна раздобља: старовековно или античко (до. 6. века), средњовековно (до 15. века), нововековно (до 19. века) и савремено (20. и 21. век).
Једна од основних карактеристика историјског развоја Косова и Метохије огледала се у етничкој разноликости косовско-метохијског становништва. Током векова, на овом простору смењивали су се разни народи: Дарданци и Мези, Стари Грци и Римљани, Авари и Словени, Срби и Албанци. Миграциона кретања на овом подручју могу се пратити још од времена Илира, преко колонизације из времена Римског царства, до насељавања Јужних Словена у Југоисточну Европу. Након турског освајања у 15. веку, започео је процес постепеног потискивања српског становништва са ових простора и јачање албанског етничког елемента, насељавањем Албанаца. Значајне демографске промене начињене су током великих сеоба Срба (1690. и 1737), а потом за време српско-турских ратова (1876—1878), током балканских ратова (1912—1913), Првог светског рата (1914—1918) и Другог светског рата (1941—1944).
Савремене миграције биле су изазване антисрпском политиком југословенских комунистичких власти након Другог светског рата и потоњим НАТО бомбардовањем СРЈ 1999. године, током којег је дошло до привременог исељавања дела албанског становништва, да би након доласка КФОР и УНМИК уследило масовно протеривање Срба и других не-албанаца од стране Ослободилачке војске Косова.

## Античко доба
Током археолошких истраживања на простору Косова и Метохије откривени су остаци праисторијских насеља. Трагови илирског присуства на овим просторима срећу се од 2. миленијума п. н. е. Најзначајнији народ на косовско-метохијском подручју били су антички Дарданци. Они су насељавали просторе данашње југозападне Србије и северозападне Македоније. У 3. и 2. веку пре нове ере, овим регионом су владали дардански краљеви Лонгар, Батон и Монуни, као и Теута, Монуниусова ћерка. Дарданија се на југу граничила са Пеонијом која је крајем 3. века п. н. е. била покорена од стране античких Македонаца, чију су врховну власт повремено признавали и Дарданци.
Римљани су почели да освајају ове области око 160. године п. н. е, за време Илирских ратова. Коначно освајање довршено је тек за време владавине цара Августа (27. п. н. е — 14. г. н. е) када је основана нова провинција Мезије (лат. Moesia). Није сигурно да ли је читаво подручје Косова и Метохије у управном смислу припадало поменутој провинцији, или је пак само Косово било у саставу Мезије, док је Метохија била у саставу провинције Далмације (лат. Dalmatia). У време цара Домицијана (81—96) провинција Мезија је подељена на Горњу (лат. Moesia Superior) и Доњу (лат. Moesia Inferior), тако да се подручје Косова нашало у саставу Горње Мезије. У време цара Диоклецијана (284—305) провинција Горња Мезија је подељена на провинцију Прву Мезију (лат. Moesia Prima) на северу и провинцију Дарданију (лат. Dardania) на југу, тако да је област Кососва припала Дарданији. У исто време, источни део провинције Далмације је издвојен у посебну провинцију Превалитану (лат. Praevalitana) којој је верватно припадала читава област Метохије.
У време поделе Римског царства (395) обе провинције (Дарданија и Превалитана) припале су Источном римском царству. Током 5. века, ове области су биле изложене честим нападима варварских народа, првенствено Гота и Хуна. За време владавине цара Јустинијана I (527—565) на подручју касноантичке Дарданије спроведени су значајни фортификацијски радови. Током целокупног раздобља римске власти, најзначајнији урбани центар у области Косова била је античка Улпијана (лат. Ulpiana), претеча данашњег Липљана. Већ током 4. века Улпијана је постала важан ранохришћански центар и седиште епископа. Остаци античке базилике у Улпијани откривени су током археолошких истраживања. Улпијанска епископија је 535. године припала новоустановљеној архиепископији чије је средиште била оближња Јустинијана Прима (Царичин Град код данашњег Лебана). Поред Улпијане, важан урбани центар био је и Муниципијум Дарданикум (лат. Municipium Dardanicum) који се налазио код данашње Сочанице у општини Лепосавић на Северном Косову.

## Средњи век
Јужнословенска племена, претежно Срби насељавају ове просторе у 6. веку. Током раног средњег века, на овом простору су се укрштали супротстављени интереси царстава Србије, Бугарске и Византије, која је 1018. године поново освојила простор Косова и Метохије. Главна упоришта византијске власти били су градови Липљан и Призрен. У овим градовима су се налазила седишта православних епархија, Липљанске и Призренске. У другој половини 11. века, Косово и Метохија постају поприште српско-византијских сукоба, који су на тим просторима настављени и током читавог 12. века. Први помени етничких Арбанаса у историји потичу тек из 11. и 12. века, на подручју ван Косова и Метохије, јужније од Скадра.
До сукоба дукљанског српског владара Константина Бодина са византијском војском долази 1073. године код утврде Паун на Косову пољу. Бодин је изгубио битку и пао у заробљеништво. Рашки велики жупан Вукан је успео да одржи Звечан 1091. године. Из њега је вршио походе даље, и спалио је Липљан. Даље победе против Византије је извојевао 1096, али 1106. трпи пораз. Крајем 12. века жупан Стефан Немања долази до Липљана. Године 1170, код села Пантине на левој обали Ситнице односи победу над византијском војском.
Крајем 12. и почетком 13. века, српски велики жупани Рашке су довршили ослобађање Косова и Метохије. Старе православне епископије, Липљанска и Призренска, улазе 1219. године у састав аутокефалне Српске архиепископије, а први српски архиепископ Сава у северном делу Метохије оснива и нову Хвостанску епархију. Током 13. и 14. века, Срби су изградили многе цркве и манастире у овој области. Од тога доба па до пада под турску власт, подручје је важан део српске средњовековне државе. Било је важно раскршће путева којима су пролазили каравани. Неко време је град Призрен престоница српских владара Душана и Уроша. Град Пећ је био средиште српске православне Пећке патријаршије 1346—1463. и поново 1557—1766. године. Пре доласка Турака, подручје се у привредном смислу веома успешно развијало, што посебно важи за рударство и сточарство са ратарством. Рудник Трепча се спомиње од 1303. као налазиште олова и сребра. Ново Брдо је био један од најважнијих рудника Србије тога доба, и из њега се вади сребро и олово. Сребро у том руднику је било помешано са златом, и српски владари су имали добре приходе од рада рудника. За време постојања српских држава од XIII до 15. века, већину становништва у тој области углавном су чинили Срби.

### Косовска битка и последице
На Косову пољу се 1389. збила Косовска битка. Срби су одбили напад османске војске, која се након битке повукла с Косова и Македоније. Међутим, три месеца након боја Угарска је напала Србију и продрла до данашњег Крагујевца. Стога је кнегиња Милица прихватила вазалство према Османском царству. Заузврат, Османлије су помогле у одбрани од угарског напада. Између 1371. и 1398. Косовом и Метохијом је владао Вук Бранковић, господар Косова и Дренице, који је пружао отпор до 1392. године. Тада је изгубио Скопље и признао вазалство према Османлијама премда није испуњавао вазалне обавезе. Због тога је погубљен 1398. у османском затвору у Бугарској.
У борбама после Косовске битке деспот Стефан Лазаревић је однео победу 1402. код места Трипоље против Ђурђа Бранковића, који је уз турску помоћ покушао да освоји земље које су раније припадале његовом оцу Вуку Бранковићу. Већ након првог пада Српске деспотовине (1439), Турци су привремено запосели већи део Косова и Метохије. На тим подучјима установљена је првобитна турска административна јединица која је била позната као Вуков вилајет. Након склапања мира (1444) на тим просторима је успостављена двојна српско-турска управа: област је враћена под власт српског деспота, али Турци су здаржали испоставе у појединим кључним местима.
Током угарско-турског рата 1448. заповедник угарске војске Јанош Хуњади (познат у народу као Сибињанин Јанко) преко Крушевца продире на Косово поље са 24.000 војника. Долази до дводневне битке против бројније турске војске султана Мурата II, коју угарска војска губи. Косовско-метохијски простори остали су под влашћу Српске деспотовине до 1455. године, кад коначно падају под турску власт.

## Османски период (1455—1912)
У периоду између 1455. и 1912. године, подручје Косова и Метохије било је у саставу Османског царства. Током турске владавине, на територији данашњег Косова и Метохије постојали су Вучитрнски и Призренски, а потом и Пећки санџак, да би касније био формиран и посебан Косовски вилајет, првобитно са седиштем у Приштини, а потом у Скопљу.
Током вишевековне отоманске владавине долази до крупних демографских промена у саставу становништва. Срби су се непрестано исељавали ка северу, у данашњу Шумадију, Срем, Мачву и Војводину. С друге стране, Албанци су се у плодније крајеве досељавали из планинске и сиромашне северне Албаније, о чему сведочи чињеница да косовски Албанци говоре северноалбанским дијалектом „Гега”.

### Турска управа и миграције становништва
Коначним османским освајањем косовко-метохијских простора током 1455. године означена је велика прекретница у историји тих области. Дотадашњи Вуков вилајет (првобитна турска административна јединица) подељен је већ током исте године на два новостворена санџака: Вучитрнски (за централни део Косова) и Призренски (за област Метохије). Оба санџака припадала су Румелијском ејалету.
Током друге половине 15. и прве половине 16. века, на подручјима Вучитрнског (Косово) и Призренског (Метохија) санџака изграђени су нови друштвени односи, засновани на османском феудализму, што је довело до значајних промена у свим областима живота.
Издвајањем северних области из састава Призренског санџака, нешто касније је створен и посебан Пећки санџак. Подручје Косова и Метохије до године 1541. припада румелијском ејалету. Од 1541. до 1580. припада будимском, затим босанском, а од 1607. опет румелијском ејалету. У борби против отпора становништва Турци користе исламизацију и друге методе. Првобитно у ислам прелазе феудалци, затим градско, и на крају и сеоско становништво. Процес исламизације траје све до краја 19. века, и Албанци масовно прелазе у ислам. Турци узимају младе Албанце у војску путем данка у крви и регрутацијом у јединице азапа, из којих редова се регрутују будући феудалци и војни команданти. Султан Селим II ослобађа дажбина сваку хришћанску кућу из које је бар један мушкарац прешао у ислам. Многе српске породице се селе на север и запад, а напуштена имања заузимају Албанци муслимани. Албанци хришћани пружају отпор Турцима заједно са Србима. Све теже прилике у турском царству временом доводе до устанака и немира становника, нарочито за време ратова Аустрије са Турском.

### Аустро-турски ратови и сеобе Срба
После слома турске опсаде Беча и оснивања свете лиге Аустрије, Пољске и Млетачке републике 1684. године, долази до поновног буђења отпора покорених народа у Османском царству. У борбу против Турака ступају Срби и Албанци и неки се придружују аустријској војсци Ђ. Пиколоминија која надире ка Скопљу. У Призрену се тој војсци придружује око 20.000 људи, али смрћу Пиколоминија долази до осипања и пораза од Турака код Качаника 1. фебруара 1690. Са аустријском војском се повлаче и Срби, заједно са мањим групама Албанаца, из Приштине, Пећи, Митровице, Призрена и Новог Пазара, у страху од турске освете. Највеће појединачно исељавање Срба са Косова збило се 1690. године, а предводио га је сам патријарх српске православне цркве Арсеније III Чарнојевић. Рачуна се да је тада са патријархом у Војводину дошло пешице и на колима око 100.000 „душа”, што је остало упамћено као Велика сеоба Срба.
Током идућег рата Аустрије с Турском 1737—1739. аустријски цар Карло VI позива хришћане на поновни устанак. Аустријанци заузимају Ниш, а српски устаници Нови Пазар 30. јула 1737. године. Патријарх Арсеније IV Јовановић упућује људе на Косово и северну Албанију да дижу народ на устанак. Устаници и Аустријанци наносе Турцима пораз код Нове Вароши у августу. Турском противофанзивом све је изгубљено и доста Срба и нешто Албанаца се поново сели преко Дунава у Аустрију. На празне посједе Турци насељавају Албанце, и у подручје око Новог Пазара, где велики број преосталих Срба прелази у ислам да избегне турску освету. У идућем периоду Албанци насељавају области долине Лаба, јужне Мораве до Сурдулице и Лесковца, Скопља, Куршумлије и Ниша. У новим крајевима Турци им дају плодну земљу и повластице, што изазива гнев и мржњу Срба. Свим овим премештањима, српски етнички центар се сели из старих подручја Рашке и Косова у слив Мораве и Војводину.

### Турске реформе и устанци Албанаца
Султан Селим III је покушао да уведе реформе, реорганизацијом војске и управе. Турске реформе 1835. године доводе до побуне албанских феудалаца у Пећи, Призрену, Ђаковици и Приштини. Становници Призрена 1839. избацују турског команданта Исмет-пашу. Турци због тога успоравају реформе, а Срби све више теже ослобођењу од турске власти. Турци појачавају насељавање Албанаца на Косово и Метохију пред српско-турски рат 1876—1877, српско-турски рат 1877—1878, и црногорско-турски рат 1876—1878. Албанци су мобилисани и кориштени у борбама против Срба код Ниша, Јанкове клисуре, Јавору и Црној Гори. Током рата 1877—1878, наступањем српске војске према Врању и освајањем области данашње јужне Србије, долази до повлачења албанског становништва из подручја Ниша, Лесковца, Топлице и других места, и они се настањују на Косово. Турци до 1912. успостављају гранични појас ка Србији, састављен од села насељених Албанцима.
Дана 10. јуна 1878. године на састанку у Призрену Албанци оснивају Призренску лигу. Захтеви Турској су били аутономија за Албанце, и уједињење у један вилајет. Висока порта је ово одбила, и почео је устанак 1879. којим је турска власт свргнута у Вучитрну, Призрену, Ђаковици, Приштини, Пећи и другде. У неким деловима Албаније исто долази до масовне побуне. Турска шаље Дервиш-пашу са војском да разбије устанак, и он од априла 1881. улази у Призрен, Ђаковицу и Пећ. Смирење је било привремено, јер поново избијају немири по пашином повратку у Цариград. Локалне буне ничу 1883. и 1884. године.
Првих година 20. века умножавају се побуне Срба и Албанаца, усмерене на добијање аутономије у оквиру Турске царевине. Од године 1905. до 1912. они подижу низ устанака. У јулу 1908. у Урошевцу се окупља 20.000 људи, и покушава се извести ослобођење од Турака. Међутим у то време долази до Младотурске револуције, остварене уз значајну подршку албанског становништва Косовског и Битољског вилајета. Револуција је пружила велике наде Албанцима, а Младотурци обећавају становништву смањење пореза, демократизацију и побољшање општих животних услова. Међутим, учвршћењем своје власти Младотурци напуштају своја обећања. Због тога августа 1909. избија нови устанак, а Младотурци шаљу војску која у крви гуши устанак на Косову и Метохији. До битке долази код Качаника од 11. до 13. маја 1910. Турци односе победу уз око 600 погинулих. Године 1912. поново долази до устанка под вођством Општег устаничког комитета, на подручју Дренице, Пећи, Ђаковице, и северне Албаније. Бајрам Цури диже устанак у подручју Краснићија (Krasniqi). Устаници заузимају читаво Косово, северну Албанију, па чак и Скопље, на шта Младотурска влада подноси оставку. Нова влада шаље делегацију која се састаје са представником побуњеника. Турци одбијају захтеве за аутономију, употребу српског и албанског језика у школама и администрацији, и финансирање развоја Косова и Метохије.

## Двадесети век

### Ослобођење Косова и Метохије
Након дугогодишњег насиља турских власти и албанских великаша над српским народом на подручју Косовског вилајета, Краљевина Србија и Краљевина Црна Гора су у јесен 1912, године, заједно са својим савезницима ушле у рат против Османског царства, чиме је отпочео Први балкански рат. Већ на почетку ратних операција, војске Србије и Црне Горе су извршиле успешан продор у Стару Србију, натеравши турске снаге на повлачење према југу. Војска Србије је ослободила Косово и јужну Метохију са Призреном, док је војска Црне Горе ослободила северни део Метохије и Ђаковицу. Са турске стране су наишли на слаб отпор, а једине значајне препреке српском напредовању пружале су локалне албанске јединице Исе Бољетинца, Идриза Сеферија и Бајрама Цурија. Један од тадашњи критичара политике српске владе према решавању албанског питања био је социјалиста Димитрије Туцовић који се начелно противио сваком заузимању територија са туђом етничком већином, те је са те позиције критиковао и војно ослобађање Албаније, као и однос српских власти према етичким Албанцима на подручју Косова и Метохије. У наставку офанзиве, српски одреди су ослободили северну Албанију и стигли до јадранске обале, заузевши луку Драч. Српска војска се са овог подручја повукла тек након аустро-угарских претњи ратом током 1913. године. Услед ратних збивања, дошло је до нових померања становништва, а већина албанских вођа који су за време турске власти били носиоци терора над Србима на подручјима Косова и Метохије побегли су у Албанију са својим присталицама и одатле су организовали упаде да територију Метохије.
Током Првог светског рата, након пораза и повлачења српске војске у јесен 1915. године, аустроугарске јединице окупирају северни део Косова, а бугарске јужни (Призрен, Приштина, Качаник, Урошевац, Гњилане). Аустроугарске окупационе снаге, а у почетку и Бугари, су на Косову од стране Албанаца били дочекани као ослободиоци. Аустроугарске власти отварају школе на албанском језику, док Бугари заводе окрутан окупациони систем према Србима. После пробоја Солунског фронта 1918. године, Косово у октобру ослобађају јединице 2. српске армије, и подручје нешто касније улази у састав новостворене Краљевине Срба, Хрвата и Словенаца.

### Косово и Метохија у саставу Краљевине Југославије
Непосредно по ослобођењу Косова и Метохије у јесен 1918. године, српска војска се сусрела са оружаним отпором банди качака, након чега је у више наврата дошло до жестоких обрачуна. Исте 1918. године основан је албански Комитет народне одбране Косова, познатији као Косовски комитет, који се борио за издвајање територија насељених Албанцима (Косово, Метохија, западна Македонија и делови Црне Горе) из новоформиране Краљевине Срба, Хрвата и Словенаца и њихово припајање Албанији. Комитет је примао значајну помоћ у новцу и оружју од Италијана, а успоставио је и сарадњу са црногорском емиграцијом окупљеном око краља Николе и пробугарском ВМРО. У јануару 1920. године су два чланак Комитета постали министри у Албанији, а средином лета исте године један од њихових вођа, Бајрам Цури, постаје министар Војске Албаније, што доводи до велике затегнутости српско-албанских односа. Сепаратистичке идеје Косовског комитета имале су великог утицаја на качаке. У 1921. години су учестали качачки напади на сараднике југословенске власти као што су: кметови, пандури, председници општина и други. Познатије вође качака су били Азем Бејта (познат и као Азем Галица), Бајрам Цури, Хасан Вучитрна, Исо Бољетинац, Мехмед Делија, Елез Јусуг и други, који су скоро у свим местима имали своје банде. Качаци су у области Дренице чак успели да оформе „ослобођену“ област коју су називали Мала Албанија (алб. Arbnia e Vogel). Крајем септембра 1924. године српска војска је у великој акцији уз опсежну употребу артиљерије разбила већину качачких банди и ликвидирала њихове вође.
Ово подручје је 1929. године подељено на 3 бановине: Зетску, Моравску и Вардарску. Краљевина Југославија је настојала да политиком аграрне реформе и мерама колонизације утиче на измену етничке слике Косова и Метохије. Аграрна реформа укида велике поседе и кметске и феудалне односе. По подацима из 1930. године, у 10 срезова је било предвиђено за 183.848 хектара за колонизацију. На Косово и Метохију је плански колонизовано око 65.000 неалбанског становништва са разних крајева Југославије. Мржња Албанаца према Србима колонистима расте. Управа и школе користе само српски језик, што је супротно захтевима Албанаца. Подручје је слабо развијено као и пре, са 62% домаћинстава на поседима величине испод 5 хектара. Притом, фашистичка Италија потпирује супротности зарад својих интереса у вези Албаније.
Комунистичка партија Југославије делује на Косову и Метохији, и 1938. комунисти стварају назив Космет за подручје. Ствара се став према аутономности Космета и братској равноправности народа Косова, потврђен на 5. земаљској конференцији КПЈ 1940. у Загребу. Комунистичка омладина 1938. и 1939. штампа летке у којима се противи исељавању Албанаца у Турску, одузимања њихове земље и терора према њима. Оснивају се партијске организације у већим местима. Међутим, Албанци се не укључују превише: 1940. године КПЈ има 239 чланова, од тога само 23 Албанца.

### Косово и Метохија у Другом светском рату
После краткотрајног Априлског рата, подручје Косова и Метохије су 1941. године окупирано је од стране сила Осовине. Фашистичка Италија је већи део Косова и целу Метохију, као и делове Вардарске Македоније и Грчке прикључила тзв. Великој Албанији, која је била италијански квислиншки протекторат. Формална анексија је извршена указом италијанско-албанског краља од 12. августа 1941. године. Већина метохијсих и косовских Албанаца је поздравила италијанске и немачке трупе као своје ослободиоце, не желећи да се придружи југословенском партизанском покрету. У исто време, мање делове Косова запосели су Немци и Бугари. Немци су окупирали косовскомитровачки, лапски (подујевски) и вучитрнски срез, а Бугари део гњиланског среза, део витинског краја, Качаник и Сиринићку жупу. Немци су 1943. године преузели окупацију италијанске зоне због слома и капитулације Италије.
Од Албанаца су формиране јединице помоћне полиције, у градовима 20—30, а селима 10—15 људи. У већим местима су италијанске квестуре са 30—40 полицајаца. Од Албанаца Италијани формирају и батаљон фашистичке милиције, и засебне полувојничке добровољачке јединице. Италијани укупно имају око 20000 војника, 5000 полицајаца и 5000 наоружаних Албанаца, припадника разних квислиншких формација. Италијани се приказују као ослободиоци Албанаца, ствараоци Велике Албаније. У ту сврху уводе албански језик у управи и школству, и дозвољавају употребу албанске заставе. Немци на свом подручју формирају албанску жандармерију од 1000 Албанаца, а још организују и око 1000 добровољаца по селима. Бугарска започиње у свом подручју бугаризацију, а окупациона посада се састоји од 2 батаљона.
Током рата на Косову и Метохији су деловале партизанске јединице и јединије ЈВуО, иако много мање него у осталим деловима земље. Срби на Косову окупацију доживљавају као губитак слободе, док Албанци слом Краљевине Југославије примају као олакшање свог положаја. Због тога је у току читавог рата КПЈ била неуспешна у покушају да масовно придобије Албанце за борбу против окупатора. Због терора окупатора и албанских квислиншких банди, велики број Срба се сели у Црну Гору и Србију већ убрзо по почетку окупације. С њима одлази и око половина комуниста, па се преостали оријентишу на мање акције, саботаже и припреме за устанак. Обласни комитет КПЈ за Косово и Метохију средином 1941. ствара Војни комитет. Прва диверзија је на жичари за превоз руде између Старог Трга и Звечана ноћу 17. на 18. јул 1941. Та група оснива копаонички НОП одред 25. јула 1941, који делује углавном ван територије Косова. У октобру 1941. оснива се и Метохијски НОП (народно-ослободилачки партизански) одред. Ипак, веће акције се не врше на Косову све до почетка 1943. године, када постаје активнији НОП одред Зејнел Ајдини формиран крајем 1942. Формирају се још Шарпланински позадински НОП одред октобра 1942, Шарпланински НОП одред новембра 1942. године, Карадачки НОП одред јануара 1943. и Емин Дураку НОП одред јануара 1943. године. Априла 1943. гину Боро Вукмировић и Рамиз Садик, чланови ЦК КП. Упркос свим напорима, до коначног ослобођења Југославије, на Косову и Метохији није било слободне територије и партизани делују у врло тешким условима. Такође, током Другог светског рата на територији Косова деловале су и патриотске јединице Косте Миловановића Пећанца.
Након капитулације Италије 1943. године, Немци окупирају Албанију и Косово. Немци прокламују поштовање независне и слободне Албаније, и да долазе као ослободиоци албанског народа од италијанског ропства. Немци формирају квислиншке организације Другу призренску лигу 16. септембра 1943. и Косовски пук (Regjiment Kosova) крајем 1943. године. Косовски пук уништава отпор и становништво на подручју Урошевац-Приштина-Косовска Митровица-Пећ-Призрен. Немци и балисти средином фебруара 1944. године почињу напад на партизанске јединице на Косову и успевају скоро да униште Главни штаб НОВ за Косово и пратећу чету. Тек средином 1944. долази до масовнијег развоја устанка и од јуна се формира укупно око 7 бригада НОВ, под именом косовско-метохијске бригаде. У октобру 1944. почело је повлачење немачке војске (група армија Е) из Грчке преко Косова, и почела је косовска операција, којом је требало уништити главнину немачких снага. У томе се није успело, али подручје заузимају партизани после повлачења Немаца у новембру 1944.
Међутим, у децембру 1944. долази до масовне побуне Албанаца против НОВ и Југославије у већем делу Косова. Најтеже борбе су вођене у Дреници, а затим у Урошевцу, Гњилану и Косовској Митровици. Тако 2. децембра 1944. штаб НОВ и ПО за Косово ангажује против Дренице 3. и 7. косовско-метохијску бригаду, 25. бригаду 46. дивизије, Ибарски НОП одред и делове 3. и 5. дивизије НОВ Албаније. Пошто то није било довољно да се смири побуна, касније је ангажовано свих 8 косовско-метохијских бригада, 46. дивизија, и 3. бригада 22. дивизије. Како су борбе и даље трајале, Врховни штаб НОВ и ПОЈ формира 52. дивизију 8. фебруара 1945. године од косовско-метохијских бригада, и уводи војну управу за подручје Косова и Метохије. Тим мерама је тек у марту 1945. сломљен отпор косовских Албанаца. У току Другог светског рата, делови Косова су били опустошени, а српско и неалбанско становништво поубијано, расељено, или послато у концентрационе логоре. Погинуло је 6200 људи из области Косова и Метохије.
Први кораци ка изградњи административних структура обласне самоуправе на подручју Косова и Метохије начињени су током Другог светског рата, у раздобљу од 1941. до 1945. године. Због великих тешкоћа у организовању народноослободилачких одбора у срезовима на овом подручју, каснило се и са организовањем обласног НОО тако да је ЦК КПЈ у октобру 1943. године указао на потребу за неодложним предузимањем додатних напора у циљу бољег организовања нове народне власти на косовско-метохијском подручју. Поменути проблеми су дошли до пуног изражаја непосредно након Другог заседања АВНОЈ-а крајем новембра 1943. године, када се знатан део албанских активиста НОП-а са овог подручја почео изјашњавати за прикључење Албанији. Сепаратистичке тенденције су довеле до сазивања Бујанске конференције која се отворено изјаснила за прикључење читавог Косова и Метохије суседној Албанији. Пошто су биле супротне одлукама АВНОЈ-а, одлуке Бујанске конференције су почетком 1944. године одбачене од стране руководства КПЈ и НОП Југославије. Крајем 1944. године, у склопу Косовске операције, јединице НОВЈ су ослободиле целокупно подручје Косова и Метохије, након чега се приступило успостављању нове народне власти на среском и обласном нивоу. Коначна одлука о административном статусу ових области донета је почетком пролећа 1945. године, када се Обласни НОО Косова и Метохије изјаснио за стварање посебне аутономне области у саставу Србије. Ову одлуку је 7. априла 1945. године прихватила Антифашистичка скупштина народног ослобођења Србије, којој су се у име Обласног НОО Косова и Метохије обратили Душан Мугоша и Мехмед Хоџа. Том приликом усвојен је и закључак о сазивању прве обласне скупштине за Косово и Метохију.

### Косово и Метохија у СФРЈ
После завршетка рата, Косово и Метохија су враћени Југославији и улазе у састав Народне (касније Социјалистичке) Републике Србије. Аутономна Косовско-метохијска Област (АКМО) званично је проглашена 10. јула 1945. године. Међутим, од 1945. до 1952. године на територији Косова и Метохије деловале су групе разбијених балиста, остатака албанских квислиншких снага. У борби са њима учествовале су јединице ОЗНА-е и УДБА-е које су најчешће у појединачним окршајима разбиле остатке балиста док се одређени број извукао и сакрио у иностранству, док се један број њих предао и прикључио Брозовим партизанским јединицама.
Данашње границе Аутономна Косовско-Метохијска Област је добила 1959. године проширењем на северу, када су делови општине Рашка насељени искључиво српским живљем изузети из састава Централне Србије и додати области као делови општине Лепосавић. Априла 1963. године АКМО је уздигнута на ниво покрајине, поставши Аутономна Покрајина Косово и Метохија. Новембра 1968. године име покрајине је промењено у Социјалистичка Аутономна Покрајина Косово, чиме је реч „Метохија” уклоњена из назива. Према Уставу Србије из 1974. године, Косово је имало веома широку аутономију.
После 1961, око 103.000 Срба и Црногораца напушта Косово и Метохију, углавном због притисака албанских власти и популације. Најпознатији заговорник захтева за одвајањем од Србије, писац Адем Демаћи, је због своје сепаратистичке делатности провео укупно 28 година у затвору. До прве масовне употребе оклопних јединица ЈНА против албанских сецесиониста дошло је током косовских немира у пролеће 1981. године у Приштини, непуних годину дана након смрти Јосипа Броза Тита. Косовски демонстранти су тада носили Титове слике и узвикивали пароле „Косово — република”. Сукоби са демонстрантима у Приштини избили су крајем марта/почетком априла 1981. године и очекивало се да ће се решити преговорима. Међутим, када су се немири проширили и на друге делове, ЈНА је послата у Приштину и друге косовске градове — Пећ, Ђаковицу, Урошевац, Подујево, Косовску Митровицу. Оружани сукоби у Приштини избили су сутрадан по доласку војске, а током дана и следеће ноћи проширили су се на већи део Косова и Метохије. Последице оружане побуне биле су веома озбиљне. Погоршани су међуетнички односи на Косову и Метохији и међу албанским екстремистима се појачала мржња према ЈНА. Притом, међу регрутима ЈНА било је 12–14% Албанаца, највише после Срба и Хрвата. Албанци су се противили да ЈНА поново доведе Србе на чело Косова.

### Сукоби на Косову и Метохији
Почетком 1989. године најављене промене Устава Србије изазвале су генерални штрајк албанских рудара у руднику Стари Трг код Приштине. Снаге полиције упале су у руднике и угушиле штрајк албанских рудара. Дана 23. марта 1989. године Скупштина Србије усваја уставне амандмане. Косово губи дотадашњу широку аутономију и враћа претходни назив Аутономна Покрајина Косово и Метохија, чиме је рећ поново била „Метохија” део назива покрајине.
Године 1990. албански политички представници прогласили су независност Републике Косово, што није признала ни једна држава осим Албаније. Године 1993. основана је албанска терористичка организација Ослободилачка војска Косова, чији је циљ био независно Косово, а користила се свим средствима оружане борбе.
Године 1996. албанска терористичка организација ОВК започиње сукобе са Полицијом Србије, нападима из заседе на патроле или мање полицијске станице. Ово се 1998. претвара у рат на Косову и Метохији, када су се терористички напади на регуларне снаге безбедности проширили на целу Покрајину. Ово је довело до жестоке реакције полиције и укључивања војске у сукоб. Интензивне борбе између полицијских снага Србије и ОВК су трајале од фебруара до октобра 1998. ОВК се до почетка јула налазила у офанзиви и под њеном контролом је имала око једне трећине Косова. Од августа су полицијске снаге кренуле у противофанзиву и вратиле под контролу већину територије Косова и Метохије. У овом рату почињени су многи злочини и на српској и на албанској страни.
Након дипломатских притисака САД и ЕУ на СР Југославију да повуче војне и полицијске снаге из Покрајине и омогући Албанцима већи степен аутономије, дошло је и до отворених претњи НАТО бомбардовањем. У октобру 1998. председник СРЈ Слободан Милошевић са америчким изаслаником Ричардом Холбруком постиже споразум о распоређивању посматрачке (верификаторске) мисије ОЕБС на Косову и Метохији и повлачењу дела војних и полицијских снага чиме је привремено отклоњена опасност од НАТО бомбардовања. И поред овога, терористички напади ОВК се настављају. Након случаја Рачак у јануару 1999. долази до нових претњи бомбардовањем од стране НАТО-а и западних земаља. У фебруару 1999. одржана је мировна конференција позната као преговори у Рамбујеу, на којој су учествовали представници власти СРЈ, Албанаца, ЕУ, САД и Русије.
Након три недеље преговора није постигнут никакав споразум. Ово је за САД и ЕУ био последњи покушај да се косовска криза реши мирним путем па су упутили отворени ултиматум властима СРЈ да доћи до НАТО бомбардовања уколико не прихвате предлог споразума из Рамбујеа, којим је предвиђено војно присуство НАТО снага у земљи и аутономија Косова и Метохије која се граничила са независношћу (предвиђен је референдум о независности за три године). Након што је СРЈ ово одбила, 24. марта уследило је НАТО бомбардовање Југославије, противно међународном праву (без сагласности Савета безбедности ОУН). Бомбардовање је окончано након 78 дана Кумановским споразумом и Резолуцијом 1244 Савета безбедности ОУН. Након спровођења овог споразума, преко 200.000 Срба и других неалбанаца напустило је Косово и Метохију услед албанског насиља. ОВК је и након окончања сукоба наставила да чини злочине над српским цивилима.

## Косово и Метохија под управом УН
Непосредно по окончању НАТО агресије на СРЈ у јуну 1999. године, подручје Косова и Метохије је потпало под управу Уједињених нација, односно УНМИК. Према Кумановском споразуму, све војне јединице СРЈ и полицијске јединице Републике Србије повучене су са Косова и Метохије, а ову територију су запоселе јединице КФОР. Иако је у Резолуцији 1244 било назначено да подручје Косова и Метохије представља саставни део Савезне Републике Југославије, ускоро се показало да представници међународне заједнице имају другачије приоритете. Упркос формалном присуству КФОР-а и УНМИК-а, српско становништво било је изложено систематском и организованом терору од стране албанских екстремиста, што је довело до новог таласа исељавања. У исто време, извршено је масово пљачкање и уништавање српских имања и разарање српских културно-историјских и црквених споменика. Први шеф УНМИК-а, француски политичар Бернар Кушнер, није предузимао никакве мере против албанских екстремиста, са којима је успоставио блиску сарадњу, о чему су касије сведочили други високи званичници УН.
Недуго по доласку мисије УН на Косово и Метохију, под окриљем УНМИК-а је отпочео рад на стварању регионалних административних структура. Решењем УНМИК-а бр. 14 од 21. октобра 1999. године, на подручју Косова и Метохије установљена је функција регионалних управника (Regional Administrators). Приликом доношења ове одлуке УНМИК је поштовао дотадашњу поделу на пет управних округа. Иако су окружни и општински органи Републике Србије на Косову и Метохији након јуна 1999. године највећим делом били измештени из својих матичних средина, државне власти у Београду су настојале да успоставе коректну сарадњу са УНМИК-овим регионалним управницима, првенствено у области заштите локалног српског становништва. Међутим, у пракси се показало да се један од главних циљева оснивања поменутих УНМИК-ових органа огледао управо у сузбијању рада званичних окружних и осталих установа Србије на подручју Косова и Метохије. Посебне тешкоће појавиле су се у подељеној Косовској Митровици и осталим деловима севера Косова и Метохије, пошто су тамошњи Срби били одлучни у настојању да остану у склопу држано-правног поретка Републике Србије.
Упоредо са УНМИК-ом, на подручју Косова и Метохије је од 1999. године деловала и посебна мисија ОЕБС-а, чији је први шеф био холандски дипломата Дан Евертс. Током 2000. године, УНМИК и ОЕБС су извршили припреме за спровођење првих општинских избора, иако за то нису постојали осовни безбедносни предуслови. Пошто је српски народ на Косову и Метохији био изложен константном терору од стране албанских екстремиста, државне власти у Београду нису подржале одржавање поменутих избора. Иако су извештаји међународне организације -Human Rights Watch}- сведочили о непостојању основних предуслова за одржавање слободног и демократског изборног процеса, УНМИК и ОЕБС су ипак организовали општинске изборе, који су спроведени 28. октобра 2000. године, без учешћа српског народа.
Током наредних година, првобитна мрежа УНМИК-ових регионалних администратора је измењена, тако да се регионалне структуре УНМИК-а више нису поклапале са званичном окружном поделом Косова и Метохије у државно-правном систему Републике Србије, осим у случају надлежности регионалног администратора у Косовској Митровици, чија се област и даље поклапала са територијом Косовскомитровачког управног округа. Под окриљем УНМИК-а створене су и привремене институције самоуправе у Приштини. Посебним решењем УНМИК-а бр. 9 од 15. маја 2001. године прописан је Уставни оквир привремених органа самоуправе на Косову и Метохији, који није предвиђао постојање самоуправних органа на окружном нивоу, тако да су регионални администратори УНМИК-а и даље остали једини представници власти на том нивоу управе.
Почетком 2001. године, Влада Савезне Републике Југославије је формирала Савезни комитет за Косово и Метохију за чијег је председника изабран Момчило Трајковић. Иако је ово тело у договору са УНМИК-ом покушало да организује рад на терену, припадници КФОР-а су недуго потом извршили упад у просторије Комитета у Приштини. Почетком августа 2001. године, на заједничкој седници Владе СРЈ и Владе Републике Србије, донета је одлука о стварању Координационог центра за Косово и Метохију, са циљем међусобног усклађивања рада разних савезних, републичких и покрајинских органа који су се до тада бавили решавањем питања везаних за Косово и Метохију. На чело Координационог центра постављен је Небојша Човић. Међутим, већ крајем новембра 2001. године, покренута је иницијатива за укидање дотадашњег Савезног комитета за Косово и Метохију, а министар правде Владан Батић је Влади Србије у исто време упутио и предлог за укидање Привременог извршног већа АПКиМ. Народна скупштина Републике Србије је 27. фебруара 2002. године, на предлог Владе Републике Србије, донела одлуку о укидању Привременог извршног већа АПКиМ, чиме је престала функција дотадашњих привремених покрајинских органа Републике Србије на подручју Косова и Метохије.
У међувремену, на Косову и Метохији су 17. новембра 2001. године, под окриљем УНМИК-а и ОЕБС-а одржани први скупштински избори на којима је уз подршку званичног Београда учествовала и српска коалиција Повратак која је освојила 22 мандата од укупно 120 посланичких места. Међутим, услед велике подељености међу албанским странкама, органи привремене самоуправе су коначно конституисани тек почетком марта 2002. године, када је за првог председника привремених институција изабран Ибрахим Ругова, док је за председника прве владе изабран Бајрам Реџепи. Иако су институције привремене самоуправе формално биле ограничене Уставним оквиром, убрзо се показало да је албански чиниоци у поменутим установама виде средство за преузимање све ширих овлашћења из руку УНМИК-а и ОЕБС-а. Посебним решењем УНМИК-а бр. 11 од 17. априла 2003. године, функција регионалних управника замењена је функцијом регионалних представника (Regional Representatives), са све ужим овлашћењима, чиме је створен додатни простор за пренос надлежности на албанске органе власти.

### Мартовски погром (2004)
Током 17. и 18. марта 2004. године догодило се масовно етничко чишћење Срба на територији Косова и Метохије познато као мартовски погром. Албански екстремисти су напали читаве српске заједнице и српске културно-историјске споменике.
Међународни преговори о проналажењу политичког решења за статус Косова и Метохије ушли су у нову фазу крајем 2005. године када је Кофи Анан, генерални секретар УН, именовао бившег финског председника Мартија Ахтисарија за специјалног изасланика у преговорима. Међутим, Ахтисаријев план се сводио на одвајање Косова и Метохије од Србије, тако да га званични Београд није могао прихватити. У време када су међународни преговори улазили у завршну фазу, Влада Републике Србије је 2007. године формирала Министарство за Косово и Метохију, које су водили Слободан Самарџић (2007—2008) и Горан Богдановић (2008—2012). Међутим, почетком 2008. године постало је извесно да међународни преговарачи у сарадњи са привременим институцијама у Приштини припремају терен за једнострано проглашење независности.
Група људи која је себе назвала „Лидери нашег народа, демократски изабрани” донела је декларацију о независности, тако проглашавајући Косово независном и сувереном државом. Ту одлуку је Влада Србије још исте вечери поништила као „противправни акт привремених органа у Приштини”, а потом сазвала ванредну седницу Скупштине Србије 18. фебруара на којој је 225 посланика гласало за потврду одлуке Владе о поништењу једностраног проглашења независности Косова и Метохије.
Генерална скупштина Уједињених нација усвојила је 8. октобра 2008. предлог Србије којим се од Међународног суда правде у Хагу захтева саветодавно мишљење да ли је независност Косова и Метохије проглашена у складу са међународним правом.

### Бриселски споразум (2013)
Влада Републике Србије је 2012. године уместо укинутог Министарства за Косово и Метохију формирала Канцеларију за Косово и Метохију. Под покровитељством Европске уније, у Бриселу је 19. априла 2013. године потписан Бриселски споразум о нормализацији односа између Београда и Приштине. Споразум је предвиђао оснивање Заједнице српских општина. Међутим, тај део споразума није спроведен у дело због одуговлачења од стране Приштине. У склопу наставка преговарачког процеса, при Влади Србије је 2015. године образована Канцеларија за координационе послове у преговарачком процесу са Привременим институцијама самоуправе у Приштини.

### Охридски споразум (2023)
Нацрт споразума о путу ка нормализацији односа Косова и Србије, неформално познат као Охридски споразум, споразум предложен је од стране Европске уније, почетком 2013. године, са циљем нормализације дипломатских односа између Републике Косово и Републике Србије. Дана 27. фебруара 2023. усмено су га прихватили премијер Косова Аљбин Курти и председник Србије Александар Вучић, а план за његову имплементацију усаглашен је 18. марта 2023. у Охриду.